# Takuma Tsuda
Takuma Tsuda (født 4. oktober 1980) er en japansk fodboldspiller.
Han har spillet for flere forskellige klubber i sin karriere, herunder Ventforet Kofu og Ehime FC.